# Bartholomäus Schönebeck

Bartholomäus I Schönebeck, Aquarell nach einem zeitgenössischen Ölgemälde

Bartholomäus Schönebeck, auch Schönbeck, (* 6. Januar 1548 in Stendal; † 17. Februar 1605 ebenda) war ein deutscher, einflussreicher Kaufmann, Ratsherr und Bürgermeister in der Stadt Stendal.

## Leben
Bartholomäus Schönebeck war der Sohn des am 25. Juli 1579 verstorbenen Jacob Schön(e)beck aus Stendal. Dieser war in Stendal im Jahre 1552 Bürgermeister. Seine Mutter war Gertrud Wittstock († 2. März 1581). Beider Gräber befanden sich ehemals in der Marienkirche.
Bartholomäus Schönebecks erste Frau (⚭ Stendal 18. Januar 1575) war Elisabeth, die Tochter des Stendaler Ratskämmerers Hans Fatmann. Sie starb in Stendal am 18. Oktober 1580 an der „Brustseuche“ und wurde in der Marienkirche beigesetzt. In dieser Ehe hatte er drei Söhne; zwei starben früh, der dritte, Johannes (* 28. November 1579) „zoch in Dennemarck 1612 und starb darinne.“ Johannes hatte aber eine Tochter Margarethe (ca. 1602–1669), die den Bürgermeister Jacob Ernst Stapel zu Bismark (1597–1653) heiratete und damit die eine Linie der Nachkommen begründete, welche die Johannes- oder Margarethenlinie genannt wird.
Am 29. August 1581 heiratete Bartholomäus die 16-jährige Margarethe Salzwedel, Tochter des Stendaler Bürgermeisters Johannes Salzwedel. Ihre Mutter war Anna Krusemark. Da diese sehr früh starb, wuchs sie bei Verwandten auf, darunter bei Joachim Krusemark und seiner Frau Margartha Demnitz (Dömenitz) in Perleberg.
Das umfangreiche Geschäft der Eheleute Schönebeck bestand vor allem aus Ackerbau, Tuchhandel („Lackenhandel“) und Brauwerk. Am Anfang eines jeden Jahres setzten sich die Eheleute zusammen und machten ihre Rechnung, „da sich dann alle Zeit ein gut Facit befunden, dafür die Gott hertzlich gedancket, und von dem Gewinn etwas ad pias causas angewandt, das übrige fleissig zu rath gehalten.“ Margaretha Salzwedel ist „in der Haußhaltung und Nahrung ... ihrem lieben Hauß- und Ehewird, ein getrewes Adjutorium oder Mitgehülffin gewesen, die nicht allein, was ihr lieber Ehemann erarnd und erworben, fleißig verwahret, und auff künfftige Noth und zu Nutz der Haußahltung hinderlegt und wol zu raht gehalten; Sondern die Arbeit selbst mitangegriffen, und es ihr recht sawer werden lassen.“ Auf „Gastereyen, Kindelbier und ihrer Kinder Hochzeiten“ ging es großzügig zu.
Aus seinem Nachlass gingen 4500 Taler in die Schönebecksche Fundation, die 1607 ins Leben trat, später durch Zustiftungen erweitert wurde und noch heute als „Schönbecksche Stiftung Stendal“ besteht. Zu der Stiftung gehört neben Ländereien die Schönebeck’sche Bibliothek, deren Grundstock die private Büchersammlung von Christoph Schönebeck, Sohn von Bartholomäus und Bartholomäus selbst bildet und sich heute in der Marienkirche befindet.

## Laufbahn im Rat zu Stendal
1575 wurde Bartholomäus erstmals in den Rat gewählt, 1596 wurde er zum ersten Mal Bürgermeister. Der Rat bestand aus vier Bürgermeistern (Consuln), vier Kämmerern und „etlichen Ratsverwandten“ (Proconsuln). Er wechselte zu Beginn eines jeden Jahres durch Neuwahl. Die Wahl-Sitzungen fanden unter dem Spiel von Musikanten im Bunten Saal statt. Dort wurden auch am Sonntag Rogate und am Sonntag nach Mauritius in Anwesenheit des Rates und der Bürgerschaft die Statuten verlesen sowie Hochzeiten gefeiert.
Zwischen 1570 und 1597 wurde das Rathaus umgebaut und erweitert. Dabei baute man im Bunten Saal, der heute sog. Kleinen Ratsstube, bunte Glasfenster ein. Bekmann schreibt hierzu: „Die fenster sein auch mehrentheils mit schönen wapen gezieret, und dem vermuthen nach A. 1598, und im anfange Churfürst Joachim Friedrichs regierung gemacht worden, weil bei den meisten gedachte jahrzahl 1598 befindlich.“ Auf der Nordseite waren das kurfürstliche, das Stendaler Wappen und die der Ratmänner S. M., Henning Floring, C. Joh. Salzwedel, C. Henrich Asseburg, S. Simon Wernicke. In den drei westlichen Fenstern sah man die Wappen Kurfürst Joachim Friedrichs, und der anderen altmärkischen Städte. In den sechs Ostfenstern waren Nr. 5 die Wappen Nikolaus Möring, Nikolaus Salzwedel, Buerenweber- und Bäckergilde und Nr. 6 die der damaligen Ratsherrn, an erster Stelle das von Bartholomäus Schönebeck. Heute ist nur noch die gotische Schnitzwand des Saales auf der Südseite erhalten. Die reiche Ausstattung der Säle ist nicht mehr vorhanden.
Aus mehreren Urkunden geht hervor, dass Bartholomäus Schönebeck auch von anderen Städten unterstützt wurde. In einer Urkunde vom 30. September 1601 steht: „Altmärkische und prignitzsche Städte verschreiben sich Bartholomäus Schönebeck, Bürgermeister zu Stendal, über 1.250 Taler.“

## Leichenpredigt
Die Leichpredigten für Bartholomäus Schönebeck und Margarete Salzwedel hielt Daniel Schaller d. Ä. (1550/51–1630), Pfarrer an der Stendaler Marienkirche. Mit ihm war der Verstorbene „über 30 Jahre in gutem Vertrauen und Freundschaft zugegangen.“ Er war „ein sehr beredter Mann, so daß man ihn den 'fünften Bürgermeister' nannte; er hatte wegen Neigung zum Calvinismus bzw. zu den Reformierten viel Angriffe besonders von den Lehrerschaft und den anderen Stendaler Geistlichen [...], sogar vom Arte zu ertragen.“ „Unberechtigte Schönfärberei lag ihm fern: den sonst so überaus geschätzten Bartholomäus Schönebeck will er ausdrücklich nicht besonders preisen, da dieser ja auch ein schwacher Mensch war. Sogar die dem Kurfürsten Johann Sigismund gewidmete [...] Huldigungspredigt hat er deshalb drucken lassen, damit dieser sich über seine Regentenpflichten bei wiederholtem Lesen besser unterrichten könne.“
In der Predigt gibt Schaller Schönebecks wirkliche oder angebliche Worte auf dem Sterbebett wieder, seine Überzeugung vom nahenden Tod, die seine Frau nicht teilen wollte, sein ruhiges Gewissen und seine Lebensbilanz: „Ich und meine Hausfraw habens uns blut sawr lassen werden, Gott hat uns auch die arbeit unserer Hende und beruffs reichlich gesegnet, dafür ich Gott allzeit hertzlich gedancket.“ Zum öffentlichen Abendmahl kleidete er sich noch einmal an und setzte sich an einen Tisch. Er starb an „Brustseuche“.
Kuchenbuch verglich die Handschrift Schallers für die Predigt auf Bartholomäus Schönebeck mit der Druckfassung in der Berliner Staatsbibliothek und erklärte jene trotz einiger Abweichungen zur Druckvorlage. Der Druck, Magdeburg 1605, umfasst 24 Seiten, eine Vorrede und fünf Gedichte von Schaller, Domkaplan Magister Nikolaus Möring (Vater der Schwiegertochter), Schulrektor Mag. Josef Goeze, Konrektor Mag. Joh. Carstad (Schwiegersohn) und Lehrer Adrian Lüdecke.

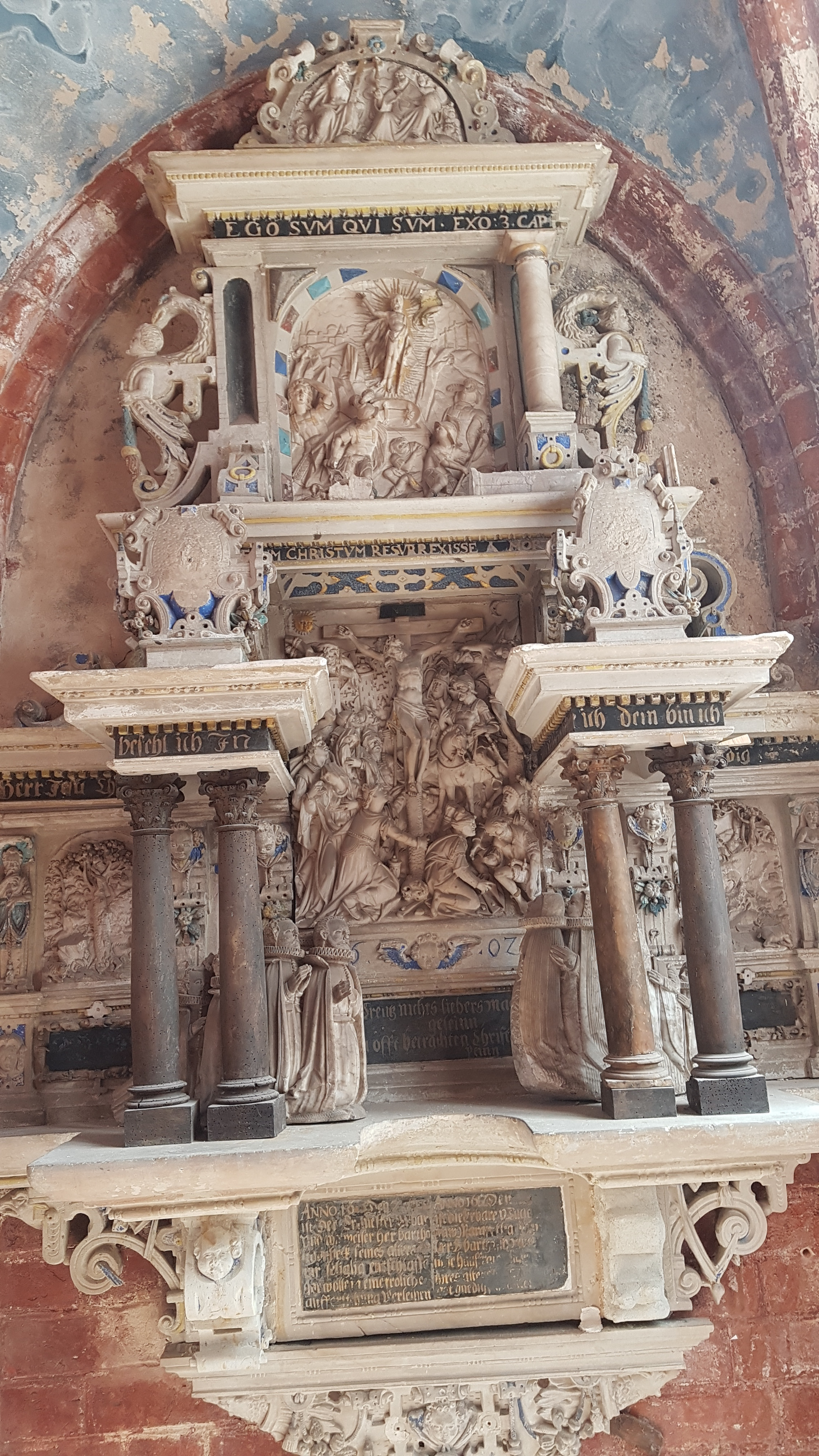
Epitaph des Bartholomäus Schönebeck in der Marienkirche Stendal

## Epitaph
1602 gab Bartholomäus Schönebeck bei dem Magdeburger Bildhauer Hans Klintsch seinen „Leichenstein“ in Auftrag. Er stand im 55. Lebensjahr. Der Vertrag ist im Schönebeckschen Archiv in Stendal erhalten. Es ist das aufwändigste der hier behandelten Grabmäler:
„Das Comportament, darin die grabschifft kombt, wirt von reinen weißen Pyrnschen [Pirnaer] Sandtstein gemacht, vnd in mitten deßelbem ein schwartz schiefferstein gelegt. Vnd auff denselben beide Heubtwaffen [Wappen], gleichfalls von Albaster, wie dan auch die Conterfey von gleichen stein, dauon dem Meister eine besondere Verzeichnus der Personen soll zugestellet werden.“
Es besteht aus Alabaster, Marmor und weißem Pirnaer Sandstein. Hierfür erhielt Klintsch 75 Taler.
Das Epitaph und die in den Boden eingelassenen Grabplatten füllen eine eigene Kapelle, die mit einem Holzgitter aus der Zeit abgeschlossen ist. Mit Sicherheit befinden sich die sterblichen Überreste noch unter den Platten (Inv. Nr. 44). An der Decke hängt ein noch nachträglich bei Klintsch bestellter Engel.

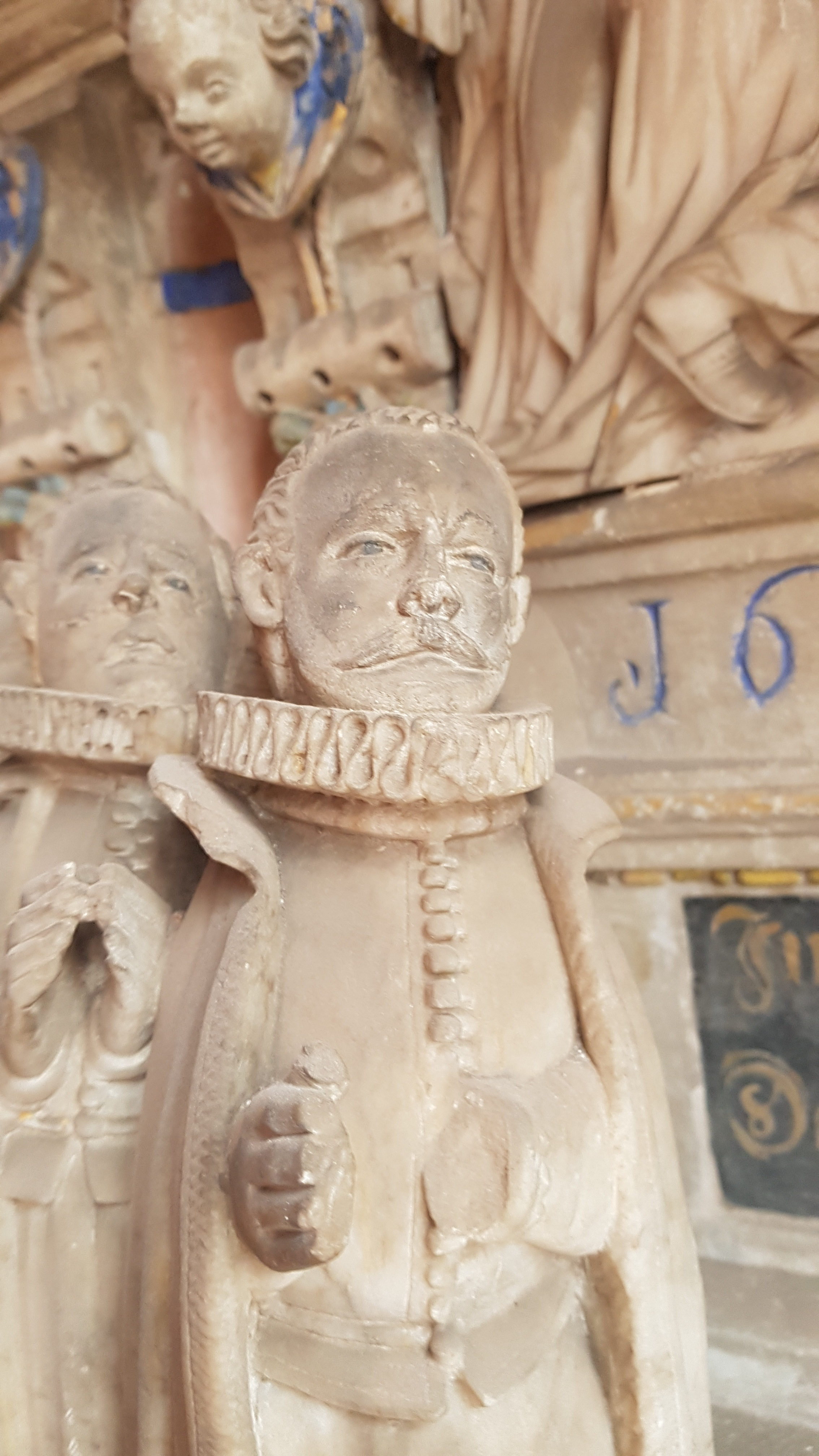
Er selbst und seine Familie sind als kleine Figuren in seinem Epitaph verewigt

Der Kunsthistoriker Dieter Dolgner beurteilt das Epitaph so: „Unter dem Einfluß des niederländischen Manierismus kommt er [Klintsch] zu phantastischen ornamentalen Aufhäufungen. Aber trotz des ornamentalen Reichtums bleibt das sich in Architekturgliedern verwirklichende tektonische Gefüge gewahrt. In den szenischen Reliefs mit Darstellungen der christlichen Heilsgeschichte dominiert ein für die deutsche Spätrenaissanceplastik charakteristisches kleinteiliges, in mehrere Raumschichten gestaffeltes Figurengetümmel. Das hinter vorgezogenen Säulen für die kniende Stifter-Familie geschaffene Gehäuse deutet allerdings schon Gestaltungsmerkmale an, die das Raumgefühl des Barocks voraussetzen.“
Außerdem ist im Fußboden der Marienkirche ein Fragment der Grabplatte von Anneke Schönebeck, einer frühverstorbenen Tochter des Paares († 14. Juni 1592), erhalten (Inv. Nr. 66).

## Nachkommen
Aus der Ehe Schönebeck-Salzwedel entstammen elf Kinder, von denen sieben überlebten:
- Gertrud, * 30. November 1583, ⚭ Peter Schultze (1572–1626)
- Jacob, * 29. November 1588
- Bartholomäus II, * 14. April 1591, Begründer der Schwertlinie A
- Maria, * 2. Februar 1594, ⚭ Andreas von Kohl
- Margaretha, * 23. Januar 1596, ⚭ Justus Weiler
- Benedikt Schönebeck, * 14. März 1597 † 5. Februar 1665, Begründer der Schwertlinie B
- Christoph Schönebeck, * 13. Juni 1601 † 30. September 1662, 2. Fundator der Stiftung

Die Nachkommen dieser vier Söhne werden nach dem damaligen Sprachgebrauch zur Schwertlinie gezählt, die der drei Töchter zur Spindellinie. Da alle Kinder von Jakob und Christoph früh starben, sind diese Linien mit Christophs Tod 1662 ausgestorben. Zu bekanntesten Nachkommen gehören der Dichter Karl Leberecht Immermann (Spindellinie A) und der Theologe Friedrich Germanus Lüdke (Schwertlinie B). Heute leben immerhin noch Nachkommen aus sechs Linien, der Margarethenlinie, den Schwertlinien A und B und den Spindellinien A bis C.